# Philodryas trilineata
Philodryas trilineata (culebra ratonera, culebra de las conejeras) es una especie de serpiente de la familia Colubridae. 

## Características
Se distingue entre las demás especies de Philodryas por sus más de veintiún hileras de escamas en el medio del cuerpo. La longitud total en las hembras supera 1,70 m y en los machos 1,30 m. 
En los individuos jóvenes la coloración presenta tres estrías oscuras dorsales que al llegar a adultos se difuminan. Es ovípara, la hembra pone entre diez y dieciocho huevos. Su alimentación incluye roedores, aves, lagartijas y serpientes.

## Distribución
Es endémica de la Argentina. Se distribuye en las provincias del oeste y del sur, en Salta, Tucumán, Catamarca, La Rioja, San Juan, San Luis, Mendoza, Neuquén, La Pampa, Río Negro y Chubut.

## Hábitat
Principalmente se la encuentra en la provincia fitogeográfica del monte, en estepas con poca vegetación o con plantas xerófilas, aunque pueden invadir otros tipos de ambientes.